# Desselbrunn
Desselbrunn osztrák község Felső-Ausztria Vöcklabrucki járásában. 2018 januárjában 1857 lakosa volt.

## Elhelyezkedése

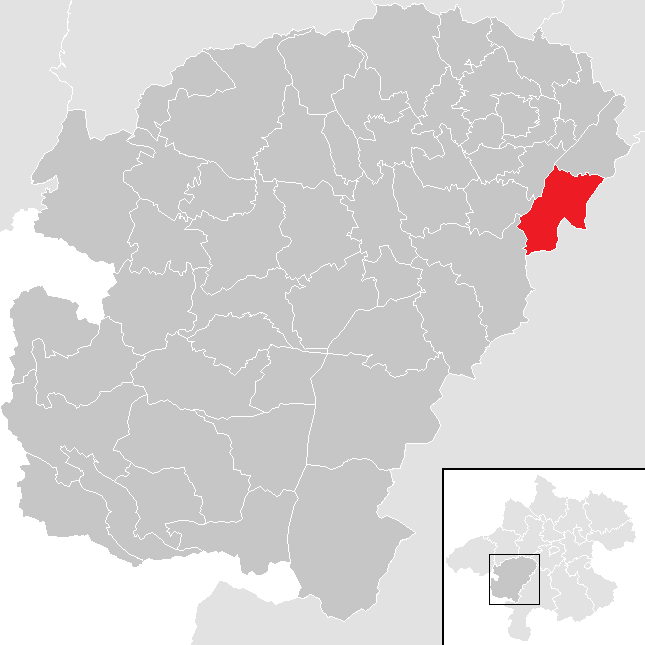
Desselbrunn a Vöcklabrucki járásban

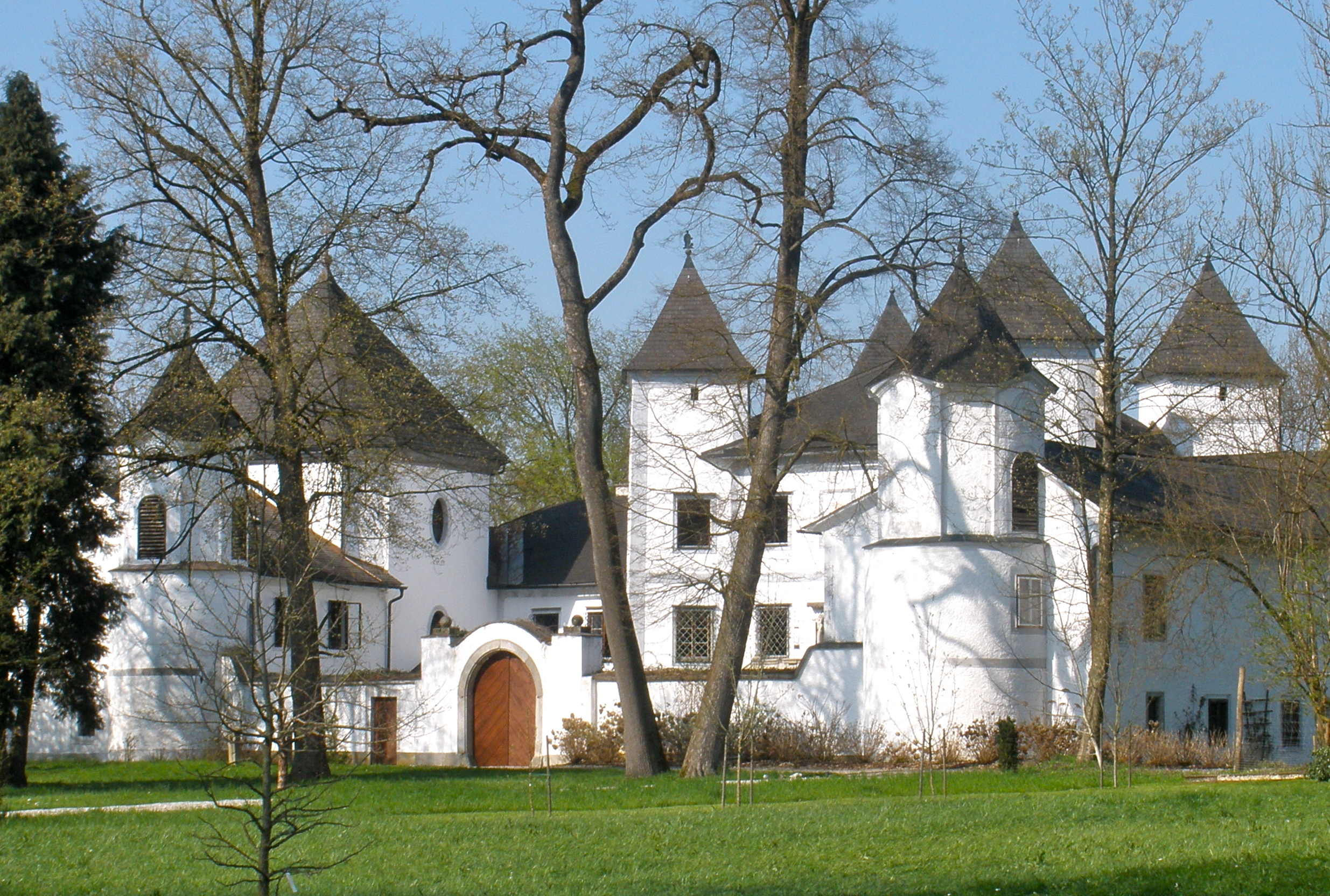
A winderni kastély

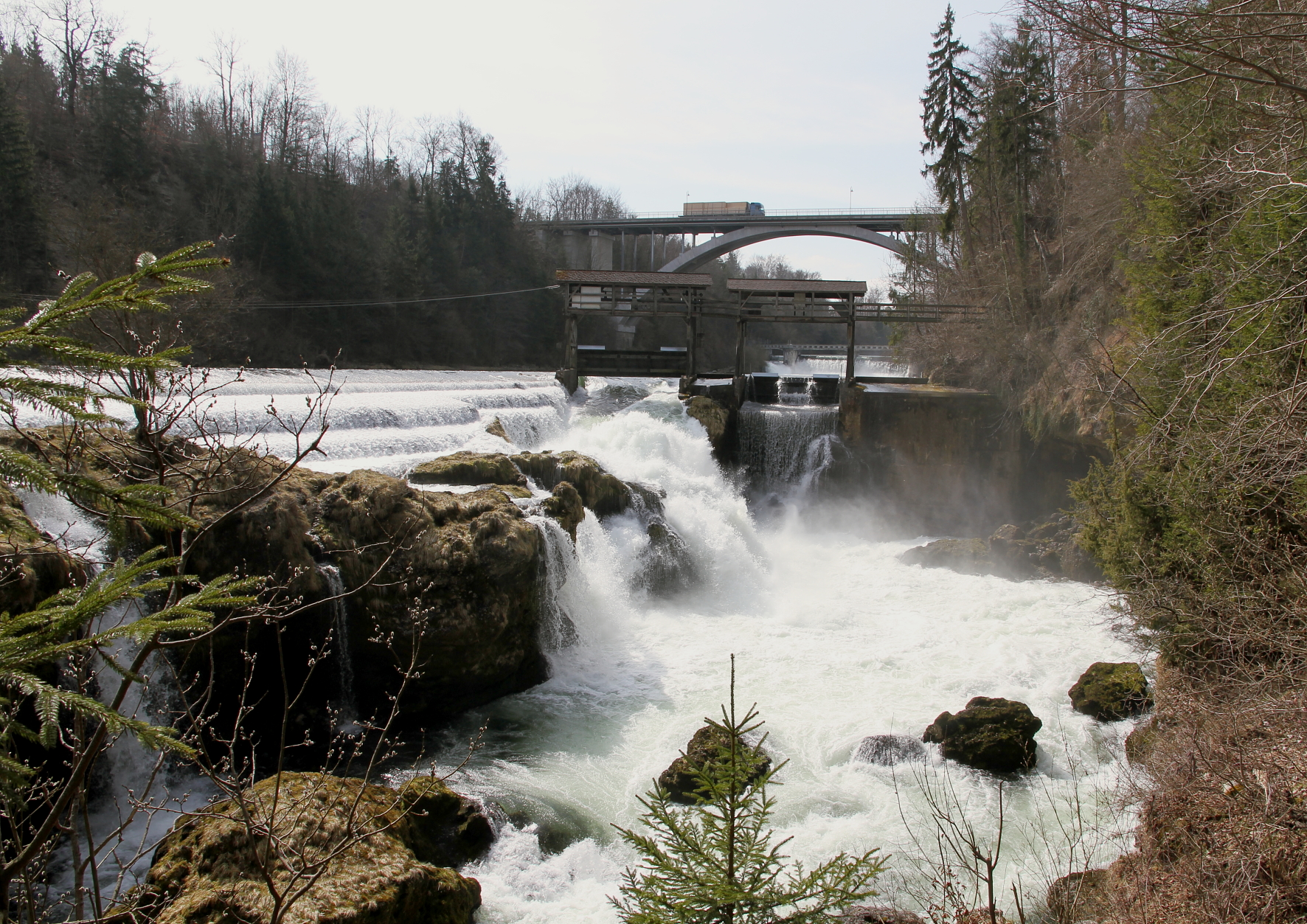
A Traun vízesése

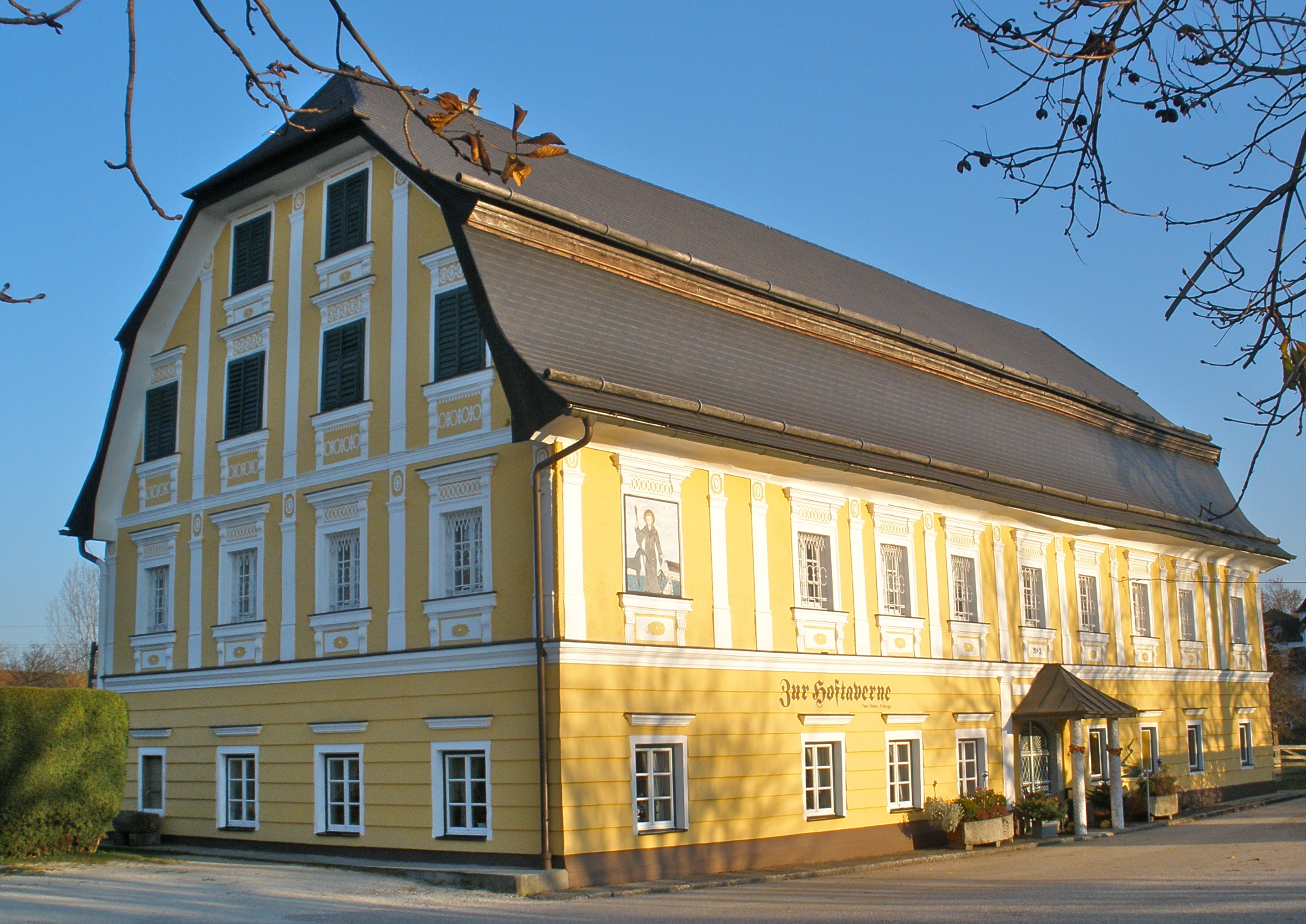
A Kastélytaverna

Desselbrunn Felső-Ausztria Hausruckviertel régiójában fekszik a nyugati Ager és a keleti Traun folyók között. Területének 21,8%-a erdő, 66,7% áll mezőgazdasági művelés alatt. Az önkormányzat 17 falut és településrészt egyesít: Berg (16 lakos 2018-ban), Brauching (24), Bubenland (122), Desselbrunn (384), Deutenham (82), Edt (16), Fallholz (227), Feldham (26), Haus (23), Hofstätten (14), Hub (30), Oberhaidach (12), Sicking (189), Traunwang (69), Unterhaidach (30), Viecht (316) és Windern (277). 
A környező önkormányzatok: délnyugatra Regau, nyugatra Attnang-Puchheim és Redlham, északra Rüstorf, keletre Roitham am Traunfall, délkeletre Laakirchen, délre Ohlsdorf.

## Története
A legenda szerint Desselbrunnt III. Tasziló bajor herceg alapította, aki az Ager és Traun közötti erdőségben vadászva eltévedt és amikor egy forrásra bukkant, hálából templomot építtetett a helyszínen. A település eredetileg a Bajor Hercegség keleti határvidékén feküdt, a 12. században került át Ausztriához. A reichersbergi apátság egyik 1210 körüli oklevelében mint Tesselbrunt (Tasziló-forrás) említik. Az Osztrák Hercegség 1490-es felosztásakor az Enns fölötti Ausztria része lett. 
A napóleoni háborúk során több alkalommal megszállták. 
A köztársaság 1918-as megalakulásakor Felső-Ausztria tartományhoz sorolták. Miután Ausztria 1938-ban csatlakozott a Német Birodalomhoz, az Oberdonaui gau része lett; a második világháború után visszakerült Felső-Ausztriához.

## Lakosság
A desselbrunni önkormányzat területén 2018 januárjában 1857 fő élt. A lakosságszám 2001 óta gyarapodó tendenciát mutat. 2016-ban a helybeliek 95,7%-a volt osztrák állampolgár; a külföldiek közül 0,7% a régi (2004 előtti), 2,2% az új EU-tagállamokból érkezett. 2001-ben a lakosok 85,8%-a római katolikusnak, 7,9% evangélikusnak, 3,7% pedig felekezeten kívülinek vallotta magát. Ugyanekkor 10 magyar élt a községben.   

## Látnivalók
- a Szt. Leonhard-plébániatemplom késő gótikus épület, tornyának hagymakupolája barokk kori. Főoltára 1802-ből való.
- a winderni kastély a 16-17. században épült. A négytornyú, fallal körbevett épület 1817-ben leégett, de helyreállították. Kápolnájának Nepomuki Szt. Jánost ábrázoló festményét Bartolomeo Altomonte készítette 1769-ben. 1888 óta a Gagern bárók tulajdona.
- a 19. századi, manzárdtetős Kastélytaverna.
- a Traun vízesése.

## Fordítás
- Ez a szócikk részben vagy egészben  a   Desselbrunn című német Wikipédia-szócikk ezen változatának fordításán alapul.  Az eredeti cikk szerkesztőit annak laptörténete sorolja fel. Ez a jelzés csupán a megfogalmazás eredetét és a szerzői jogokat jelzi, nem szolgál a cikkben szereplő információk forrásmegjelöléseként.